# 열렙전사
《열렙전사》는 김세훈 작가가 네이버 웹툰에서 연재하고 있는 웹툰이다. 2016년 1월 23일 첫 연재가 시작되었다.

## 등장인물
- 열렙전사(공원호) : 제일 먼저 만렙을 찍어 랭킹 1위가 된 사나이이다. 하지만 정체불명의 여자에게 당해 아이템을 전부 뺏기고 스탯이 모두 1이 되고 만다.
- 고소라 : 1년 전에 구해준 것을 계기로 열렙전사를 동경한다.
- 다크(한건우) : 열렙전사에게 30억원을 걸고 레벨 업을 부탁해 같이 여행을 한다.

- 하트히터 : 사채업자이다. 돈에 대한건 굉장히 잘 지킨다.
- 한건수(다크의 형) : 기가의 부사장이다. 열렙전사를 경계하고 있으며 다크를 패배자의 자식이라고 하는데 그 이유는 밝혀지지 않았다.
- 라링(잡화상 라리루가의 큰손녀) : 열렙전사와 우연히 만났다. S급 퀘스트를 열렙전사가 깬 후 열렙전사를 좋아하고 있다.